# Обсерватория имени Штефаника
Обсерватория Штефаник — астрономическая обсерватория, основанная в 1928 году в Праге. Обсерватория названа в честь словацкого астронома Растислава Штефаника. В настоящее время обсерватория специализируется прежде всего на популяризации астрономии и связанных с ней естественных наук.

## Инструменты обсерватории
- Двойной рефрактор Цейсс 200 мм (производство 1905—1907гг) — венниский селенограф (установлен 1928 год)
- Максутова-Кассегрена D=370мм (1967 год)
- MEADE 41-см (1999 год)
- Кометоискатель Цейсс D=200 мм (1921 год)

## Основные достижения
- 180 астрометрических измерений опубликовано с 1894 по 2000 года[1]

## Известные сотрудники
- Jaroslav Stych
- Карел Андел
- Франтишек Нушл
- Фридрих Хопфнер[англ.]
- Марцел Грюн
- Зденек Копал
- Petr Kulhánek[чеш.]
- cs:Rudolf König — его телескоп находится в данной обсерватории